# Deliochus
Deliochus is een geslacht van spinnen uit de familie van de Phonognathidae.

## Soorten
- Deliochus humilis (L. Koch, 1867)
- Deliochus idoneus (Keyserling, 1887)
- Deliochus pulcher Rainbow, 1916
- Deliochus zelivira (Keyserling, 1887)